# البوساک
البوساک (به فرانسوی: Albussac) یک کمون در فرانسه است که در Canton of Argentat واقع شده‌است.

## خصوصیات
البوساک ۳۶٫۲۶ کیلومترمربع مساحت و ۶۸۸ نفر جمعیت دارد و ۳۵۰ متر بالاتر از سطح دریا واقع شده‌است.